# Priosersk (Kasachstan)
Priosersk (kasachisch Приозерск; russisch Приозёрск/Priosjorsk) ist eine Stadt in Kasachstan.

## Geographische Lage
Die Stadt liegt im Gebiet Qaraghandy 500 km südlich von deren Gebietshauptstadt in der Hungersteppe (Betpak-Dala) am westlichen Ufer des Balchaschsees.

## Bevölkerung
Priosersk hat 13.295 Einwohner (2020). Von der Bevölkerung sind ca. 46 % Russen, 39 % Kasachen und 6 % Ukrainer, daneben gibt es eine Vielzahl anderer Nationalitäten.

## Geschichte
Die Stadt wurde 1956 gegründet. Priosersk ist als Verwaltungszentrum des nahegelegenen Versuchsgeländes für Raketen- und Flugabwehr Saryschagan eine geschlossene Stadt.

## Söhne und Töchter der Stadt
- Juri Tschursin (* 1980), russischer Theater- und Filmschauspieler